# Liste von Persönlichkeiten der Stadt Johanngeorgenstadt
Die Liste der Persönlichkeiten der Stadt Johanngeorgenstadt enthält Personen, die in der Geschichte der Stadt Johanngeorgenstadt eine nachhaltige Rolle gespielt haben. Es handelt sich dabei um Persönlichkeiten, die hier geboren sind, hier gewirkt haben oder denen die Ehrenbürgerschaft verliehen wurde.

## Ehrenbürger
- 1665: Johann Löbel d. Ä. (1592–1666), erster Bürgermeister, erhielt vom sächsischen Kurfürsten die Abgabenfreiheit für sein Haus
- 1680: Matthäus Allius (1632–1701), Stadtrichter, erhielt wegen Verdienste um die Stadt kurfürstliches Hausprivileg
- 1865: Wilhelm Fischer (1796–1884), 1827–1835 Bergmeister in Johanngeorgenstadt, stiftete 300 Taler für das Haldensluster Gestift
- 1868: Bernhard von Uhde, Kreisdirektor in Zwickau, bemühte sich um schnelle Beseitigung der Brandschäden von 1867
- 1869: Friedrich Gustav Weidauer (1810–1897), Bürgermeister von Schwarzenberg, leistete Hilfe beim Wiederaufbau des Rathauses
- 1869: Heinrich Moritz Reichelt (1813–1886) Markscheider in Schwarzenberg, Stifter von Taufstein und Bergglocke der Stadtkirche
- 1870: Fedor Degen (1814–1882), Apotheker und Friedensrichter, leistete Mithilfe beim Wiederaufbau der Stadt
- 1872: Carl Ludwig Unger, Stadtältester
- 1874: Conrad Eduard Löhr (1813–1890), Bürgermeister in Bautzen, Landtagssekretär, setzte sich für den Bahnbau ein
- 1874: Heinrich Otto von Erdmannsdorf (1815–1888), Herr auf Schönfeld, Landtagsmitglied, unterstützte den Eisenbahnbau
- 1874: Otto Starke (1830–1884), Mitglied der Zweiten Ständekammer, Förderer des Eisenbahnbaues von Schwarzenberg nach Johanngeorgenstadt
- 1874: Karl Mehnert (1811–1885), Kommissar und Landtagsmitglied, setzte sich für den Bahnbau nach Johanngeorgenstadt ein
- 1874: Carl Eduard Mannsfeld (1822–1874), Gerichtsdirektor in Schwarzenberg, Mitglied der Zweiten Ständekammer, Förderer des Bahnbaus
- 1874: Wilhelm Pfotenhauer (1812–1877), Oberbürgermeister der Stadt Dresden, Eisenbahnbauförderer
- 1878: Christian Adolf Lenk (1801–1879), Kantor, Diakon und Pfarrer, rettete beim Stadtbrand die Kirchenbücher
- 1880: Leonce Freiherr von Könneritz (1835–1890), sächsischer Finanzminister, Eisenbahnbauförderer
- 1880: Gustav Adolf Vodel (1831–1908), Geheimer Regierungsrat und Kreishauptmann in Zwickau, unterstützte die Eisenbahnanbindung
- 1889: Karl August Seifert, Stadtrat und Förderer des Schulwesens
- 1895: Fürst Otto von Bismarck (1815–1898), Reichskanzler, unterstützte den Wiederaufbau nach dem Stadtbrand 1867
- 1901: Karl Anton Unger (1831–1909), Fabrikbesitzer in Dresden, stiftete mehrfach Geld für die Stadt und den Frauenverein
- 1911: Otto Robert Georgi (1831–1918), Oberbürgermeister der Stadt Leipzig, Stifter der Bergmannswitwenkasse
- 1913: Walter Glaß (1874–1914), Amtsrichter, Landwehr-Hauptmann, Gründer und Vorsitzender des Wintersportvereins
- 1918: Hermann Gerber († 1941), Rentner, stiftete Geld für Unterstützung Armer im Ersten Weltkrieg
- 1919: Carl Hugo Schönherr († 1925), Fabrikbesitzer in Leipzig, spendete 10.000 Mark mit der Bedingung, dass die Zinsen zu Weihnachten an Arme verteilt werden
- 1933: Guido Herberger (1859–1944), Kaufmann, aufgrund der Förderung des Schanzen- und Turnhallenbaus
- 1933: Martin Mutschmann (1879–1947), Reichsstatthalter
- 2004: Christian Teller (1933–2008), Vorsitzender des Erzgebirgszweigvereins (bis 2005) und Heimatforscher
- 2004: Heiner Georgi (1923–2016), Lehrer und Kirchenmitarbeiter
- 2006: De Randfichten, volkstümliche Musikgruppe
- 2017: Heinz Eger, Mediziner

## Söhne und Töchter der Stadt
- Johann Gabriel Löbel (1635–1696), Glashütten- und Farbmühlenbesitzer in Jugel, Hammerherr in Wittigsthal und Breitenbach
- Abraham Löwel (1643–1702), Glashütten- und Hammerwerksbesitzer
- Johann Abraham Löwel (1674–1751), Bergzehntner, Bergmeister und Hammerherr
- Christian Heinrich Siegel (1713–1782), Jurist und Mathematiker, Gymnasialdirektor
- Christoph Gottlob Weigel (1726–1794), Philologe und Hochschullehrer
- Carl Gottlob Beck (1733–1802), zog 1763 nach Nördlingen und gründete eine Verlagsbuchhandlung (heute: Verlag C. H. Beck)
- Christian Hieronymus Lommer (1741–1787), sächsischer Bergmeister und Hochschullehrer an der Bergakademie Freiberg
- August Heinrich Gruner (1761–1848), Postmeister, Bekannter Goethes, rettete 1813 die Stadt vor der Brandschatzung
- Christian Gottlob Wild (1785–1839), Pfarrer, gilt als Begründer der Mundartdichtung des Erzgebirges
- Gustav Gündel (1794–1860), Freund Goethes, Pfarrer und Erzieher im Haus Frizzoni in Bergamo (Italien)
- Karl Friedrich Breitfeld (1797–1862), deutsch-böhmischer Unternehmer und Großindustrieller
- Johann Gottlieb Schmidt (1801–um 1860), Maler
- Eduard Wilhelm Breitfeld (1803–1873), sächsischer Unternehmer (Nestler & Breitfeld), Kommerzienrat und Landtagsabgeordneter
- William Tröger (1805–1875), Berggeschworener und Montanunternehmer
- Oswald Lorenz (1806–1889), Musiklehrer und -schriftsteller, Freund Robert Schumanns und Redakteur von dessen Musikzeitschrift
- Richard Theodor Böhme (1808–1898), Lehrer und Schulrektor
- Karl Hermann Funkhänel (1808–1874), Philologe und Pädagoge
- Gotthold Meutzner (1809–1887), Kantor und Lehrer am Lyzeum in Schneeberg, ab 1835 Gymnasialprofessor in Plauen
- August Gottlieb Schmidt (vor 1818–nach 1866), Maler und Zeichenlehrer
- Arthur Gehlert (1833–1904), Industrieller und Politiker
- Ernst Georg August Baumgarten (1837–1884), Oberförster, Erfinder des lenkbaren starren Luftschiffes
- Richard Tröger (1838–1917), Bergverwalter, Betriebsdirektor und Montanpraktiker
- Eugen Kircheisen (1855–1913), Bildhauer in Braunschweig, schuf 1895 das Krieger- und 1901 das Röderdenkmal
- Max Schreyer (1845–1922), Oberforstrat in Pulsnitz, Dichter des Liedes Dar Vuglbärbaam
- Max Heymann (1862–1911), deutsch-englischer Musikdirektor und Dirigent
- Oskar Röder (1862–1954), Geheimer Medizinalrat, Klinikleiter der Veterinärmedizinischen Fakultät der Universität Leipzig
- Rudolf Poller (1865–1930), Bergingenieur
- Albert Poller (1870–1933), Jurist und Vorstand der „Vereinigten Gefangenenanstalten“ Waldheims
- Emil Teubner (1877–1958), Holzschnitzer und Bildhauer, Ehrenbürger von Aue
- Hans C. Otto (1879–1929), Handschuhfabrikant
- Carl Geyer (1880–1973), deutsch-amerikanischer Musikinstrumentenbauer
- Richard Truckenbrodt (1887–1961), Lehrer, promovierte 1926 über westerzgebirgische Volkskunde
- Hans Pfeiffer (1895–1968), kommunistischer Politiker, Reichstagsabgeordneter
- Heinrich Schaller (1900–1985), Philosoph und Kulturhistoriker
- Gustav Schäfer (1906–1991), Ruder-Olympiasieger 1936 im Einer
- Gerhard Neubert (1909–1993), SS-Unterscharführer und als Sanitätsdienstgrad im KZ Auschwitz eingesetzt
- Kurt Magritz (1909–1992), Architekt und Grafiker in Berlin
- Paul Kraus (1917–1942), Skispringer, geboren in Jugel
- Gottfried Leonhardt (1919–2018), Grafiker und Illustrator
- Hans Eule (1923–1971), Orgelbauer in Bautzen
- Roland Fritzsch (1929–2012), Forstwissenschaftler
- Günter Schmidt (1929–2016), Generalmajor des MfS
- Max Joachim Hänel (1929–2019), Bauingenieur und Schriftsteller
- Helmut Ullmann (1930–1991), Bauingenieur und Architekt, geboren in Wittigsthal
- Heinz Eger (1932–2023), Mediziner (Radiologe) und Professor an der Technischen Universität Ilmenau
- Christian Teller (1933–2008), Ehrenbürger, Vorsitzender des Erzgebirgszweigvereins und Heimatforscher
- Joachim Jaeger (* 1935), Theologe und Ehrenbürger von Nordhausen
- Gottfried Krauß (1936–2017), Tischler und Holzschnitzer
- Rolf Henry Kunz (1939–2017), Organist und Kapellmeister
- Manfred Queck (1941–1977), Skispringer und Olympiateilnehmer 1968
- Siegfried Ott (1943–2021), Unternehmer, Holzschnitzer und -bildhauer sowie Mäzen
- Helmut Langer (* 1945), Designer und Professor im Bereich visuelle Kommunikation, Autor und Dozent
- Wolfgang Möhrig-Marothi (* 1947), Schriftsteller
- Oliver Bias (* 2001), deutsch-philippinischer Fußballspieler

## Personen, die mit der Stadt in Verbindung stehen
- Christoph Löbel (1598–1651), Unternehmer, Glashüttenbesitzer in Jugel
- Veit Dietrich Wagner (1600–1668), Amtshauptmann, Mitbegründer der Stadt
- Caspar Wittich (1602–1673), Hammerherr in Breitenbach, Wittigsthal und Morgenröthe, starb in Wittigsthal
- Gabriel Hammerdörffer (1612–1683), Zinnverleger und Bürgermeister
- Abraham Wenzel Löbel (1631–1707), erster Bergmeister
- Johann Bleyer (1639–1722), Bürgermeister und Landtagsabgeordneter
- Benedict Drechsler (1651–1690), sächsischer Bergverständiger und Chemiker
- Paul Christoph Zeidler (1660–1729), Bergmeister
- Christian Salomon Zeidler (1687–1754), Bergmeister und Markscheider
- Christoph Andreas Zeidler (1689–1756), Bergmeister
- Johann Georg Gottschald (1691 oder 1692–1749), Hammerherr in Wittigsthal, Breitenbach und Schlössel
- Christian Samuel Butz (1699–1775), Bergmeister und Berggeschworener
- Carl Traugott Schmidt (um 1740–1792), Bergmeister, Berggeschworener und Guardein
- Christian Gottlob Fischer († 1804), Hammerherr in Wittigsthal und in Breitenbach
- Johann Wolfgang von Goethe (1749–1832), besuchte unter anderem 1785 die Stadt, woran eine Gedenktafel erinnert
- Carl Gottfried Haentze (1781–1858), Betreiber einer Handwollkämmerei im Ort
- Carl Gotthilf Nestler (1789–1864), Hammerherr, starb in Wittigsthal
- Rudolph Hering (1803–1888), Bergbeamter, von 1834 bis 1838 Bergmeister in Johanngeorgenstadt
- Anton Voß (1805–vor 1866), Bergmeister und Landtagsabgeordneter, veruntreute erhebliche Geldsummen
- Gustav Pasig (1833–1895), evangelisch-lutherischer Pfarrer und Volksschriftsteller, war hier Diakonus
- Albert Niethammer (1833–1908), Papierfabrikant (Kübler & Niethammer) und nationalliberaler Politiker, MdR, MdL (Königreich Sachsen)
- Levi Cohn (1836–1915), Begründer der Handschuhindustrie in Johanngeorgenstadt (1868)
- Johann Kny (1854–1906), Kaufmann und Uhrenfabrikant
- Otto Zimmer (1866–1940), Politiker (SPD), MdL (Sachsen)
- Cornelius Schwanner (1884–1947), SS-Hauptscharführer, Kommandoführer des KZ-Außenlager Johanngeorgenstadt
- Alfred Fellisch (1884–1973), Politiker (SPD, SED), ab 1908 Handschuhmacher in Johanngeorgenstadt
- Birger Ruud (1911–1998), norwegischer Skispringer und Skirennläufer, hielt sich im Winter 1932/33 in der Stadt auf
- Willi Weber (1914–1975), Kommunalpolitiker der SED, war von 1955 bis 1957 Oberbürgermeister
- Martin Viertel (1925–2005), Schriftsteller, arbeitete bis 1956 in der Stadt
- Herbert Queck (1925–2011), Skispringer und Besitzer des Schanzenrekords auf der Glück-Auf-Schanze.
- Werner Sternkopf (1928–2015), Rechtswissenschaftler, von 1960 bis 1966 Bürgermeister der Stadt
- Werner Bräunig (1934–1976), Schriftsteller, arbeitete 1953 als Fördermann bei der SDAG Wismut im Ort
- Lothar Düring (1940–2014), Skisportler
- Dieter Scharf (1943–2024), Skispringer und Sportlehrer
- Reinhard Heß (1945–2007), wurde hier 1964 Jugendmeister der DDR im Skispringen und trainierte zahlreiche junge Skispringer während Übungslager in der Stadt
- André Hennicke (* 1958), Filmschauspieler, Produzent sowie Drehbuch- und Romanautor, wuchs hier auf
- Manfred Deckert (* 1961), Skispringer und Kommunalpolitiker
- Jörg Brückner (* 1966), Historiker und Archivar, wuchs hier auf
- Thomas Abratis (* 1967), Sportler (Nordischer Kombination), von 1974 bis 1979 Mitglied des SV Dynamo Johanngeorgenstadt
- Guntram Kraus, Skispringer, wuchs hier auf
- Sven Hannawald geb. Pöhler (* 1974), Sportler (Skisprung), wuchs hier auf
- Vicente Patíz (* 1976), Gitarrist
- Gregor Meyer (* 1979), Musiker, wuchs hier als Sohn des evangelisch-lutherischen Pfarrers auf
- Björn Kircheisen (* 1983), Sportler (Nordische Kombination), Vize-Weltmeister 2005, wuchs hier auf
- Toni Englert (* 1988), Sportler (Nordische Kombination), Juniorenweltmeister 2006, wuchs hier auf
- Sebastian Reuschel (* 1988), Sportler (Nordische Kombination), wuchs hier auf